# Lyrtorsk
Lyrtorsk (Pollachius pollachius), även bleka, är en torskfisk som är cirka 30–80 centimeter lång.
Lyrtorsken lever vid svenska och norska västkusten, i Nordsjön med undantag för Tyska bukten, kring Brittiska öarna och Iberiska halvön samt längs Marockos och Algeriets norra kustband. Dess föda består av havsräkor, tobis, sill och skarpsill.
Lyrtorskens underkäke är betydligt längre än överkäken och arten saknar skäggtömmar. Analöppningen ligger under främre hälften av första ryggfenan. Sidolinjen är mörk och böjd. Färgen på ryggen är svartgrå, med gulaktiga ränder och teckningar, medan undersidan är silverfärgad. Fenorna har gula ränder och spetsar.
Lyrtorsken är en uppskattad matfisk med ett vitt och fast kött, jämförbart med torsk och säljs ibland under benämningen havslax.
Arten förekommer ibland som bifångst vid fiske på andra arter. I begränsade områden blev[när?] lyrtorsk sällsynt på grund av övergödning. I nordöstra Atlanten minskade beståndet med cirka 30 procent under de gångna 20 åren (räknad från 2014). Ännu allvarligare är hotet i Kattegatt där populationen minskade med 80 procent under de gångna 30 åren (likaså från 2014). I Nordsjön är lyrtorsken fortfarande vanligt förekommande. IUCN listar arten därför som livskraftig (LC).
Lyrtorsken är en akut hotad art i Sverige (kod 'CR' inom rödlistningen). Fortplantning i Östersjön är inte dokumenterad.